# Eupselia melanostrepta
Eupselia melanostrepta Meyrick, 1880 è un lepidottero notturno appartenente alla famiglia Depressariidae, endemico dell'Australia, specificamente degli stati di Victoria e Tasmania. 

## Descrizione

### Adulto
L'apertura alare è di circa 15 mm. Le ali anteriori sono ocracee-brunastre, così densamente irrorate di scaglie ocracee-biancastre che il colore di fondo è interamente oscurato, tranne che per alcune deboli striature trasversali. Vi sono due più distinte striature trasversali bruno-ocracee nel mezzo dalla costa al margine interno, divergenti al di sopra del centro, approssimate sul margine interno, dove racchiudono una piccola macchia bianca. Davanti a questa il margine interno è bianco scuro fin quasi alla base e vi è una striatura obliqua bruno-ocracea da tre quarti della costa al margine posteriore al di sotto dell'apice, e una stria obliqua di un indistinto bruno-ocraceo immediatamente prima dell'apice.
La superficie dell'ala è cosparsa di scaglie pelose ocraceo-biancastre verso la parte inferiore del margine posteriore, e sono visibili sei macchie nere rotonde molto ravvicinate sul margine posteriore al di sotto della metà, nonché una linea color viola-metallizzato sul margine posteriore delle ciglia, interrotta da macchie rotondeggianti, specialmente verso l'apice. Il resto delle ciglia è grigio opaco.
Le ali posteriori e le rispettive ciglia sono di un colore opaco più scuro. 